# Tribus indias del río Colorado
Colorado River Indian Tribes —mojave: 'Aha Havasuu; navajo: Tó Ntsʼósíkooh Bibąąhgi Bitsįʼ Yishtłizhii Bináhásdzo— es una federación  formada por los cuatro grupos étnicos que viven en la reserva india del Río Colorado: chemehuevi, mohave, hopi y navajo. La tribu cuenta con unos 4.277 miembros inscritos. Una población total de 9.485 personas reside actualmente en la reserva tribal, según los datos de la Encuesta sobre la Comunidad Estadounidense de 2012-2016.

## Historia
La reserva se estableció el 3 de marzo de 1865 para "los indios de dicho río y sus afluentes". Inicialmente eran los mojave y los chemehuevi, pero los hopi y los navajos fueron reubicados en la reserva en 1945. John Scott diseñó el sello tribal en 1966, con cuatro plumas para representar a las cuatro tribus del CRIT. Margie McCabe diseñó la bandera tribal, que la tribu adoptó formalmente en 1979.

## Reserva
La Reserva India del Río Colorado es una reserva de nativos americanos en el suroeste de Estados Unidos. Su territorio se encuentra principalmente en el oeste del condado de La Paz, Arizona, con porciones más pequeñas en el sureste de los condados de San Bernardino y el noreste de Riverside, California. Tiene una superficie total de 1.119,4445 km², la mayor parte en el Valle de Parker. Limita con el valle de Palo Verde en los límites del suroeste. La sede de la tribu está en Parker, Arizona. Los miembros de la tribu viven principalmente en las comunidades de Parker y sus alrededores, la comunidad más grande, y en Poston. El censo de 2000 informó de una población de 9.201 personas que residían en la reserva.

## Gobierno
La tribu y el territorio de su reserva están gobernados por un consejo elegido de nueve miembros y supervisados por un Presidente, un Secretario y un Tesorero tribales. Estos funcionarios son elegidos entre los miembros del consejo. Las cuatro tribus siguen manteniendo y observando sus formas tradicionales y sus identidades religiosas y culturales únicas.
La administración actual es:
- Presidenta: Amelia Flores
- Vicepresidente: Keith Moses
- Secretario tribal: Johnson "JD" Fisher
- Tesorero tribal: Anisa Patch
- Miembro del Consejo: Thomas "Tommy" Drennan
- Miembro del Consejo: Johnny Hill, Jr. (fallecido)
- Miembro del Consejo: Josephine Tahbo
- Miembro del Consejo: Jaymee Moore
- Miembro del Consejo: Robert "Bobby" Page

## Desarrollo económico
La economía de la tribu se basa en la industria ligera, el gobierno, el ocio y la agricultura, concretamente en los cultivos de alfalfa, algodón, lechuga y sorgo. Las Tribus Indias del Río Colorado (CRIT) tienen derechos de agua preferentes para desviar hasta 0,89 km³ de agua del río Colorado, lo que representa casi un tercio de la asignación para el estado de Arizona.
La tribu explota el BlueWater Resort and Casino, situado a unos tres kilómetros del centro de Parker, como destino turístico en el río Colorado. Se inauguró en junio de 1999. El casino tiene 2.800 m² y cuenta con más de 500 máquinas tragaperras. El complejo cuenta con un hotel de 200 habitaciones, una sala de bingo de 930 m², un parque acuático cubierto, un cine, una sala de videojuegos, un puerto deportivo e instalaciones para conciertos.
El Museo y Tienda de Regalos de la Tribu de los Indios del Río Colorado se encuentra en Parker, Arizona, y cuenta con exposiciones de obras de arte históricas y contemporáneas, especialmente de cerámica, realizadas por miembros de la tribu.

## Comunidades
- Bluewater, Arizona
- Bluewater, California
- Parker, Arizona (sede del gobierno)
- Poston, Arizona

## Miembros tribales notables
- Jacoby Ellsbury (nacido en 1983), jardinero central de béisbol de los Boston Red Sox y los New York Yankees de las Grandes Ligas.
- Veronica Murdock (nacida en 1944), vicepresidenta tribal y primera mujer presidenta del Congreso Nacional de Indios Americanos